# سامسونگ اس‌جی‌اچ-سی۴۱۴
سامسونگ اس‌جی‌اچ-سی۴۱۴ (انگلیسی: Samsung SGH-C414) یک گوشی تلفن همراه شرکت سامسونگ است که در ژوئن ۲۰۱۱ منتشر گردید.

## ظاهر و بدنه گوشی
این گوشی با ابعاد 98.5x49.2x16.۹ میلیمتر از وزن ۸۹٫۴ گرم برخوردار است.

## امکانات
- پشتیبانی از شبکه ۲جی و ۳جی
- حافظه داخلی ۱۲۰ مگابایت
- دوربین ۲ مگاپیکسل، 1600x1200 پیکسل